# Stöckert Károly
Stöckert Károly, névváltozat: Soproni (Sopron, 1910. május 20. – Budapest, 1991. június 11.) szobrász.

## Életútja
1929 és 1931 között az Iparművészeti Iskola hallgatója volt, majd ezt követően városi ösztöndíjjal Münchenben tanult, ahol mestere Henrich von Waderé volt. 1931 és 1936 között a Magyar Képzőművészeti Főiskolán képezte magát Sidló Ferenc mellett. 1942-től 1944 ugyanezen intézményél Sidló tanársegédjeként működött. 1936 és 1942 között Sopronban, ezután pedig a fővárosban élt. 1935-től szerepelt műveivel a Műcsarnok kiállításain.  1946-tól a Százados úti művésztelepen dolgozott. Művei portrészobrok és kisplasztikák.

## Egyéni kiállítások
- 1960-as évek • Győri Műcsarnok, Győr
- 1988 • Festőterem, Sopron (életmű-kiállítás).

## Válogatott csoportos kiállítások
- 1978 • Magyar szobrászat, Műcsarnok, Budapest.